# 少林寺 (秩父市)
少林寺（しょうりんじ）は、埼玉県秩父市にある臨済宗建長寺派の寺院で、山号は母巣山と号する。
本尊真言：おん まか きゃろにきゃ そわか
御詠歌：みどりごの母巣の森の蔵福寺 父諸共に誓もらすな

## 歴史
創建年代は不明であるが、清叔によって開山された。江戸時代後期の地誌『新編武蔵風土記稿』によれば、清叔は同市の金仙寺の第2世住職であり、金仙寺の開山年が1358年（延文3年）であることから、おそらく室町時代中期頃に創建されたものと推測される。
本来、秩父札所三十四観音霊場第15番の寺は「蔵福寺」であり、秩父神社の境内にあった。ところが、明治初期の神仏分離のあおりを受け、廃寺となってしまった。秩父札所の寺が失われることを憂い、近くにあった当寺を現在地に移し、「秩父札所第15番札所」を継承することになった。山号も、これまで「五葉山」であったが、旧蔵福寺の山号である「母巣山」を継承した。

## 文化財
- 札所15番 母巣山少林寺（秩父市指定史跡 昭和40年1月25日指定）[3]

## 交通アクセス
- 西武秩父駅より徒歩12分。